# Kraiște
Kraiște (în bulgară Краище) este un sat în partea de sud-vest a Bulgariei în  Regiunea Blagoevgrad. Aparține administrativ de comuna Belița. Are o populație de 2547 locuitori.

## Demografie
Componența etnică a satului Kraiște
     Turci (26,98%)
     Nicio identificare (59,24%)
     Bulgari (12,88%)
     Romi (0%)
     Altele (0,88%)
La recensământul din 2011, populația satului Kraiște era de 2.483 locuitori. Nu există o etnie majoritară, locuitorii fiind turci (26,98%) și bulgari (12,88%). Pentru 59,24% din locuitori nu este cunoscută apartenența etnică.